# Libin
Libin (en való Libin) és un municipi belga de la província de Luxemburg a la regió valona. Limita amb els municipis de Bertrix, Daverdisse, Libramont-Chevigny, Paliseul, Saint-Hubert, Tellin i Wellin.

## Localitats
Anloy, Ochamps, Redu, Smuid, Transinne, Glaireuse i Villance.